# Nadelhorn
Il Nadelhorn (4.327 m) è una montagna delle Alpi Pennine appartenente al massiccio del Mischabel. Si trova nello svizzero Canton Vallese tra la Mattertal e la Saastal. È la terza vetta in ordine di altezza del massiccio dopo il Dom ed il Täschhorn.

## Caratteristiche

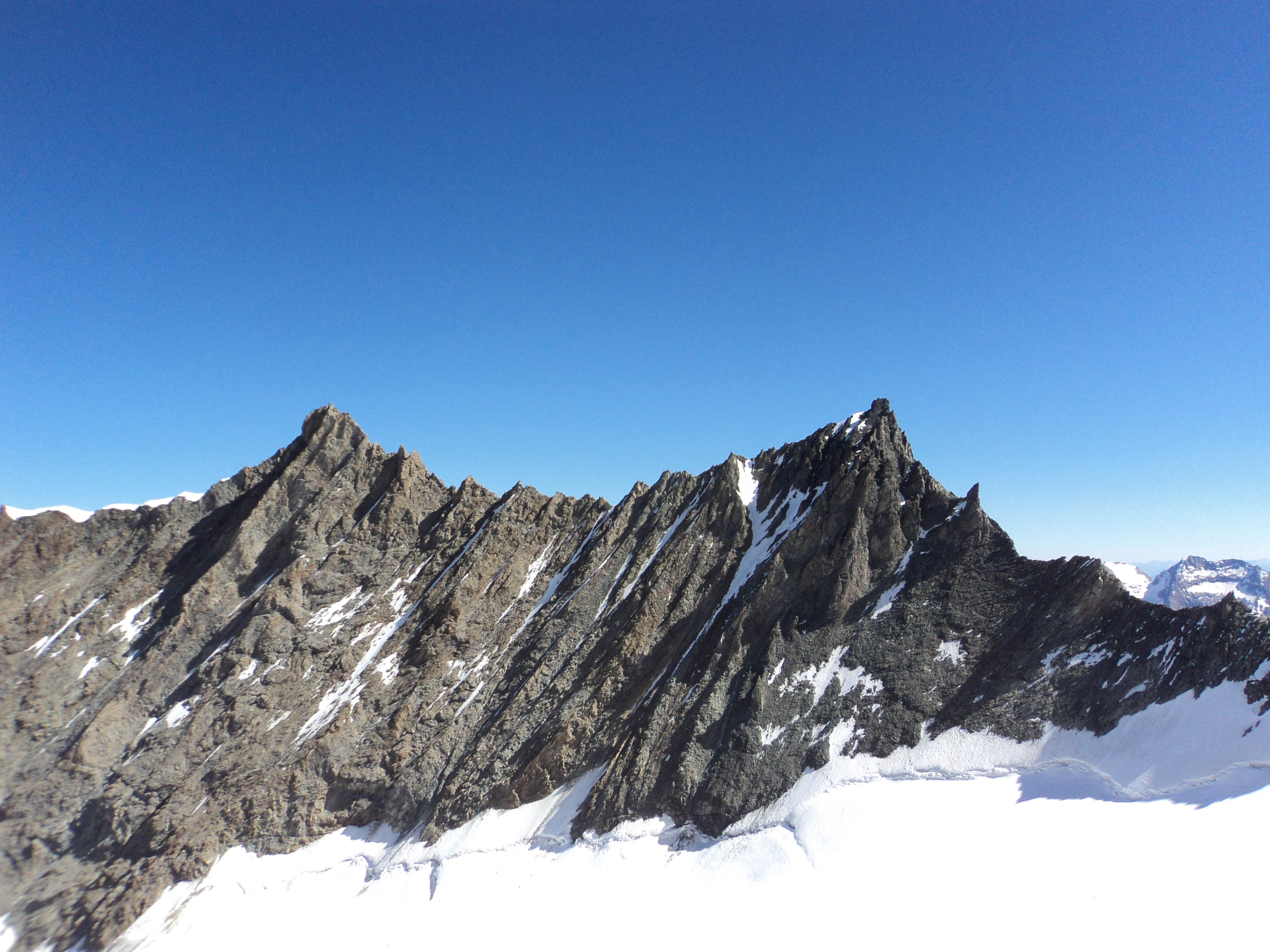
La parte alta della Nadelgrat con il Nadelhorn a sinistra ed il Lenzspitze a destra. In basso lHohberggletscher.

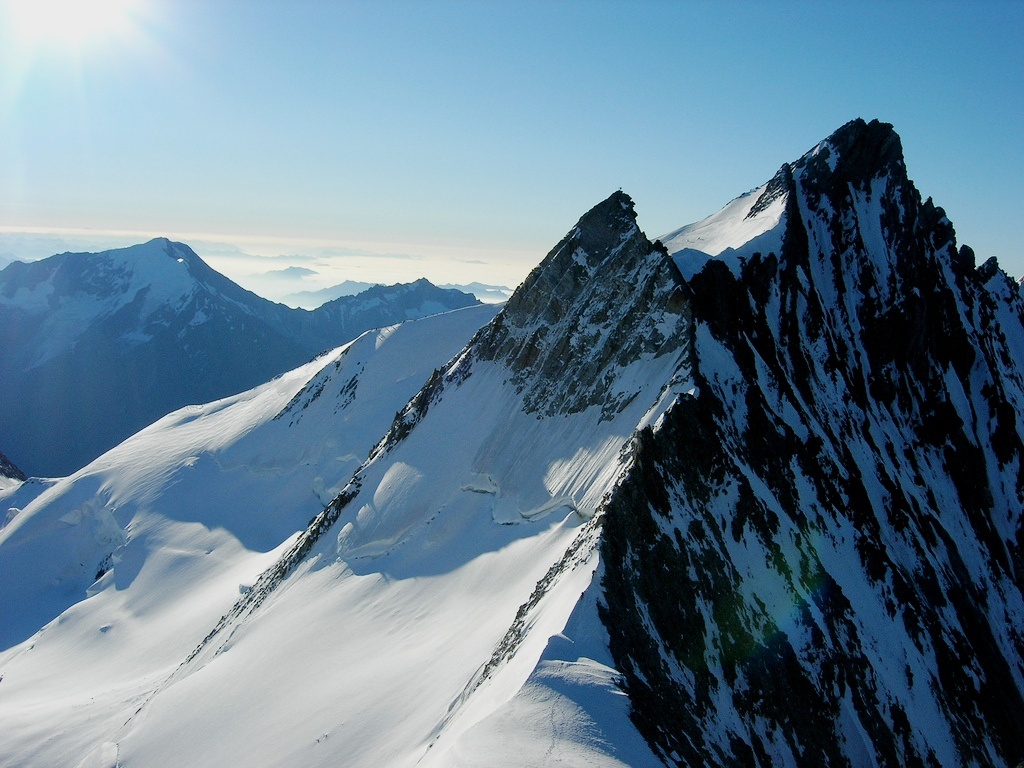
Lo Stecknadelhorn(in primo piano) ed il Nadelhorn (in secondo piano) visti da sud.

Si trova lungo la cresta, detta Nadelgrat, che dal Lenzspitze, andando verso nord-nord-ovest e passando per 5 4000, conduce al Dürrenhorn e ne costituisce la vetta più elevata.
Un'altra cresta dalla vetta della montagna scende verso nord-est e, passando dal Windjoch (3.850 m) conduce all'Ulrichshorn.
A nord del monte si trova il Riedgletscher; a sud-ovest l'Hohberggletscher e, infine, ad est vi è l'Hohbalmgletscher.

## Salita alla vetta
La prima ascensione alla vetta è stata realizzata il 16 settembre 1858 da Franz Andenmatten, Baptiste Epiney, Aloys Supersaxo e J. Zimmermann.
La via normale di salita alla vetta si svolge lungo la cresta nord-est e parte dalla Mischabelhütte (3.329 m). Nel suo complesso la via è classificata PD.
La rifugio si risale la cresta e poi si attraversa il ghiacciaio Hohbalm. Si risale il Windjoch (3.850 m), valico che separa il Nadelhorn dall'Ulrichshorn. Infine si risale la cresta nord-est della montagna prima nevosa e poi rocciosa.